# Suhas Lalinakere Yathiraj
Suhas Lalinakere Yathiraj, né le 2 juillet 1983 à Hassan (Inde), est un joueur de badminton handisport indien, numéro 1 mondial en simple masculin.
Il remporte la médaille d'argent aux Jeux de Tokyo 2020 et de Paris 2024, devenant ainsi le seul joueur indien de para-badminton à remporter deux médailles consécutives aux Jeux.
Yathiraj est également un officier de l'IAS de la promotion 2007 du cadre de l'Uttar Pradesh et a été magistrat du district de Gautam Buddha Nagar et Prayagraj. Il a remporté la médaille d'or aux Championnats nationaux de Para Badminton en 2018. Il est également ingénieur diplômé de l'Institut national de technologie de Surathkal. Il est le seul officier de l'IAS en Inde à avoir remporté une médaille paralympique et un prix Arjuna.
Depuis sa nomination en février 2023, il occupe les fonctions de secrétaire et directeur général de la protection de la jeunesse et de Prantiya Rakshak Dal, un département du gouvernement de l'Uttar Pradesh.